# HMS Nereide (U64)
«Нереїд» (англ. HMS Nereide (U64)) — військовий корабель, шлюп типу «Модифікований Блек Свон» Королівського військово-морського флоту Великої Британії за часів Другої світової війни.

## Історія створення
Шлюп «Нереїд» був закладений 15 лютого 1943 року  на верфі компанії Chatham Dockyard у Кенті. 29 січня 1944 року він був спущений на воду, а 3 травня 1946 року увійшов до бойового складу Королівських ВМС Великої Британії.

## Історія служби
Після вступу у стрій шлюп «Нереїд» до початку 1954 року перебував у складі Південно-Атлантичної станції. Потім був переданий до складу Американської та Вест-Індійської станції.
У середині 1954 року був повернутий до Великої Британії і виведений в резерв у Портсмуті.
У 1958 році корабель був зданий на злам.  